# Judô na Universíada de Verão de 2025
O judô na Universíada de Verão de 2025 foi disputado no centro de exposições Messe Essen, em Essen, na Alemanha, entre 23 e 26 de julho de 2025.

## Calendário
| Judô | Julho | Julho | Julho | Julho | Julho | Julho | Julho | Julho | Julho | Julho | Julho | Julho | Eventos |
| Judô | 16    | 17    | 18    | 19    | 20    | 21    | 22    | 23    | 24    | 25    | 26    | 27    | Eventos |
| ---- | ----- | ----- | ----- | ----- | ----- | ----- | ----- | ----- | ----- | ----- | ----- | ----- | ------- |
|      |       |       |       |       |       |       |       | 5     | 4     | 5     | 1     |       | 15      |

|  | Dia de competição |  | Dia de final |

## Medalhistas

### Masculino
| Evento      | Ouro                    | Prata                  | Bronze                      |
| Individual  | Individual              | Individual             | Individual                  |
| ----------- | ----------------------- | ---------------------- | --------------------------- |
| até 60kg    | JPN Yamato Fukuda       | ESP Luiz Lopez         | KAZ Aman Bakytzhan          |
| até 60kg    | JPN Yamato Fukuda       | ESP Luiz Lopez         | MGL Tumenjargal Tuvshintur  |
| até 66kg    | JPN Kairi Kentoku       | AIN Abrek Naguchev     | KAZ Nurkanat Serikbayev     |
| até 66kg    | JPN Kairi Kentoku       | AIN Abrek Naguchev     | BRA Henrique da Silva       |
| até 73kg    | MDA Adil Osmanov        | AIN Armen Agaian       | JPN Ryuga Tanaka            |
| até 73kg    | MDA Adil Osmanov        | AIN Armen Agaian       | FRA Hans-Jorris Ahibo       |
| até 81kg    | JPN Kaito Amano         | GEO Zaur Dvalashvili   | CZE Petr Mlady              |
| até 81kg    | JPN Kaito Amano         | GEO Zaur Dvalashvili   | KOR Lee Joonhwan            |
| até 90kg    | KOR Kim Jonghoon        | AZE Eljan Hajiyev      | HUN Gergely Nerpel          |
| até 90kg    | KOR Kim Jonghoon        | AZE Eljan Hajiyev      | JPN Komei Kawabata          |
| até 100kg   | POL Michal Jedrzejewski | GEO Nika Kharazishvili | ROU Alexandru-Călin Sibișan |
| até 100kg   | POL Michal Jedrzejewski | GEO Nika Kharazishvili | JPN Nozomu Miki             |
| acima 100kg | JPN Yuta Nakamura       | GEO Saba Inaneishvili  | AIN Valerii Endovitskii     |
| acima 100kg | JPN Yuta Nakamura       | GEO Saba Inaneishvili  | CYP Giannis Antoniou        |

### Feminino
| Evento     | Ouro                | Prata                  | Bronze                           |
| Individual | Individual          | Individual             | Individual                       |
| ---------- | ------------------- | ---------------------- | -------------------------------- |
| até 48kg   | JPN Mizuki Harada   | CHN Zhuang Wenna       | GER Helen Habib                  |
| até 48kg   | JPN Mizuki Harada   | CHN Zhuang Wenna       | UZB Laziza Haydarova             |
| até 52kg   | KOR Jang Seyun      | JPN Hako Fukunaga      | FRA Lea Beres                    |
| até 52kg   | KOR Jang Seyun      | JPN Hako Fukunaga      | CZE Tereza Bodnarova             |
| até 57kg   | KOR Huh Mimi        | HUN Róza Gyertyás      | JPN Moa Ono                      |
| até 57kg   | KOR Huh Mimi        | HUN Róza Gyertyás      | UZB Shukurjon Aminova            |
| até 63kg   | JPN Narumi Tanioka  | KOS Laura Fazliu       | ROU Florentina-Cornelia Ivănescu |
| até 63kg   | JPN Narumi Tanioka  | KOS Laura Fazliu       | CZE Renata Zachova               |
| até 70kg   | JPN Rin Maeda       | GER Samira Bock        | POR Taís Bianca De Pina          |
| até 70kg   | JPN Rin Maeda       | GER Samira Bock        | FRA Théophila Darbes-Takam       |
| até 78kg   | GER Anna Monta Olek | BRA Beatriz De Freitas | FIN Emma Kaisla-Maria Krapu      |
| até 78kg   | GER Anna Monta Olek | BRA Beatriz De Freitas | KOR Kim Minju                    |
| acima 78kg | KOR Kim Hayun       | JPN Miki Mukunoki      | CHN Jia Chundi                   |
| acima 78kg | KOR Kim Hayun       | JPN Miki Mukunoki      | GEO Sophio Somkhishvili          |

### Misto
| Evento | Ouro      | Prata      | Bronze            |
| ------ | --------- | ---------- | ----------------- |
| Equipe | JPN Japão | FRA França | KOR Coreia do Sul |
| Equipe | JPN Japão | FRA França | BRA Brasil        |

## Quadro de Medalhas
| Atualizado em 22h 22min de 31 de julho de 2025 (UTC) | v d e |

| Ordem | País                            | Medalha de ouro | Medalha de prata | Medalha de bronze |    |
| ----- | ------------------------------- | --------------- | ---------------- | ----------------- | -- |
| 1     | JPN Japão                       | 8               | 2                | 4                 | 14 |
| 2     | KOR Coreia do Sul               | 4               |                  | 2                 | 6  |
| 3     | GER Alemanha                    | 1               | 1                | 1                 | 3  |
| 4     | MDA Moldávia                    | 1               |                  |                   | 1  |
| 4     | POL Polônia                     | 1               |                  |                   | 1  |
| 6     | GEO Geórgia                     |                 | 3                | 1                 | 4  |
| 7     | AIN Atletas Individuais Neutros |                 | 2                | 1                 | 3  |
| 8     | FRA França                      |                 | 1                | 3                 | 4  |
| 9     | BRA Brasil                      |                 | 1                | 2                 | 3  |
| 10    | CHN China                       |                 | 1                | 1                 | 2  |
| 10    | HUN Hungria                     |                 | 1                | 1                 | 2  |
| 12    | AZE Azerbaijão                  |                 | 1                |                   | 1  |
| 12    | ESP Espanha                     |                 | 1                |                   | 1  |
| 12    | KOS Kosovo                      |                 | 1                |                   | 1  |
| 15    | CZE Chéquia                     |                 |                  | 3                 | 3  |
| 16    | KAZ Cazaquistão                 |                 |                  | 2                 | 2  |
| 16    | ROU Romênia                     |                 |                  | 2                 | 2  |
| 16    | UZB Uzbequistão                 |                 |                  | 2                 | 2  |
| 19    | CYP Chipre                      |                 |                  | 1                 | 1  |
| 19    | FIN Finlândia                   |                 |                  | 1                 | 1  |
| 19    | MGL Mongólia                    |                 |                  | 1                 | 1  |
| 19    | POR Portugal                    |                 |                  | 1                 | 1  |